# Добровольно-принудительно
«Добровольно-принудительно» (швед. De ofrivilliga) — драма шведского режиссёра Рубена Эстлунда, вышедшая в 2008 году. Сам Рубен описывает её как «трагическая комедия или комичная трагедия». Фильм состоит из пяти историй, связанных тематикой группового поведения людей. Фильм отличается длинными сценами, снятыми без монтажных склеек. Это отсылка к началу кинокарьеры Эстлунда, когда он был режиссёром фильмов о лыжниках, где смена кадра означала неудачу. Самая длинная сцена длится 7 минут.
Фильм получил большое количество положительных отзывов, выиграл несколько наград на международных кинофестивалях, а также был номинирован на 5 премий «Золотой жук», в том числе и как лучший фильм, но не выиграл ни одной. Также был выдвинут Швецией на премию «Оскар» за лучший фильм на иностранном языке.

## История создания
Работа над сценарием началась осенью 2004 года, когда Рубен и Эрик начали записывать короткие сцены, взятые из своей жизни или вдохновлённые ей.
Съёмки начались летом 2006 года. Большинство сцен снимались за день и требовали порядка 20 дублей, однако некоторые сцены потребовали гораздо больше. Истории снимались по одной, так что многие актёры впервые встретились только на премьере.
Премьера фильма состоялась 19 мая 2008 года на Каннском кинофестивале в программе Особый взгляд.

## В ролях
| Актёр            | Роль    |
| ---------------- | ------- |
| Виллмар Бьоркман | Виллмар |
| Линнеа Карт-Лами | Линнеа  |
| Лейф Эдлунд      | Лейф    |
| Сара Эрикссон    | Сара    |
| Лола Эферлунд    | Лола    |
| Олле Лияс        | Олле    |
| Мария Лундквист  | Мария   |
| Сесилия Милокко  | Сесилия |
| Семеон Нордиус   | Сонен   |
| Хенрик Викман    | Хенрик  |

## Отзывы критиков
В целом фильм был воспринят шведской прессой положительно. На 14 июля 2009 года он имел средний рейтинг 4.3 из 5, основанный на 24 рецензиях шведского сайта Kritiker.se, благодаря чему он стал самым высоко оценённым фильмом с 2008 года. Только Jan-Olov Andersson из Aftonbladet оценил фильм в 2 балла из 5 и назвал его «обезжиренный Рой Андерссон.»

## Награды и номинации
| Награда                                  | Номинация                    |                                 | Результат |
| ---------------------------------------- | ---------------------------- | ------------------------------- | --------- |
| Brussels European Film Festival          | Golden Iris                  | Рубен Эстлунд                   | Победа    |
| Geneva Cinéma Tout Ecran                 | Лучшая режиссура             | Рубен Эстлунд                   | Победа    |
| Золотой жук                              | Лучший фильм                 | Эрик Хеммендорф                 | Номинация |
| Золотой жук                              | Лучшая режиссура             | Рубен Эстлунд                   | Номинация |
| Золотой жук                              | Лучший сценарий              | Рубен Эстлунд и Эрик Хеммендорф | Номинация |
| Золотой жук                              | Лучшая актриса второго плана | Сесилия Милокко                 | Номинация |
| Золотой жук                              | Лучшая операторская работа   | Мариус Дибвад Брандруд          | Номинация |
| Кинофестиваль в Мар-дель-Плата           | Special Jury Award           | Рубен Эстлунд                   | Победа    |
| Miami International Film Festival        | FIPRESCI Award               |                                 | Победа    |
| Milan Film Festival                      | Special Mention              | Рубен Эстлунд                   | Победа    |
| Palm Springs International Film Festival | FIPRESCI Award               |                                 | Победа    |
| Stockholm International Film Festival    | Audience Award               | Рубен Эстлунд                   | Победа    |
| Stockholm International Film Festival    | Лучший сценарий              | Рубен Эстлунд и Эрик Хеммендорф | Победа    |